# Freestylers
Freestylers es un grupo inglés caracterizado especialmente por su especial forma de revitalizar el big beat, el breakbeat y el rap combinado con diferentes estilos e influencias, convirtiéndolo de nuevo en una música fundamentalmente de baile. El grupo está conformado actualmente por Matt Cantor y Aston Harvey.
Su estilo varía con cada disco, aunque su sonido se centra fundamentalmente en breakbeats. Recogen además sonidos de electro, samples de roots reggae, efectos de dub, scratches y turntablism, drum'n'bass o jungle, y también hacen un buen número de cortes techno, con ligeros guiños al house o al hard. En muchos de sus temas participan cantantes de rap, soul o ragga, como Tenor Fly, Million Dan(a.k.a. Mike J de Demon Boyz), Navigator o los clásicos del hip hop The Soulsonic Force.
Recogen influencias de sonidos clásicos de los 70 y 80 con las nuevas tendencias, elaborando un estilo fácil de escuchar, pero a la vez dinámico y original.

## Discografía
- We rock hard. Basado fundamentalmente en un estilo hip hop de breakbeat y big beat bailable. Algunos temas electro (participación de Soulsonic Force), voces ragga, un DJ-track más lento y un corte final drum'n'bass/ragga. Publicado en el año 1998.
- Pressure point. Siguió la misma línea que el anterior, pero le dio una personalidad propia a su estilo, siendo una particular forma de electro breakbeat de nuevo cuño. Publicado en el año 2001.
- Raw as fuck. Mucho más acentuados el sonido de efectos electrónicos y una atmósfera más techno y dance, pero con un sabor constante a electro y breakbeats de fondo. Publicado en el año 2004.
- Raw as fuck remixed. Revisión del anterior, aún más techno, los temas conectados en un groove continuo. En general, tiene un sonido más crudo, salvo en temas como "Warrior Charge", que en el anterior era un corte de drum'n'bass saturado, y esta vez lo presentan con una base de breakbeat/big beat menos acelerada, más limpia y asequible para el baile en general.
- Adventures in Freestyle. LP publicado en 2006.
- Past, present and future EP. Este trabajo vio la luz en enero de 2010 con tres potentes temas. Incluye colaboraciones de Belle Humble, Tali y Alaska, y marca una evolución en el sonido de Freestylers, más cercano al techno y el dubstep.
- The Coming Storm. Es el último álbum del grupo, lanzado en junio de 2013. Posee una combinación de Drum and bass, Dubstep, Acid House, Trap, Hip Hop y Break Beat, con colaboraciones de Stereo:Type, Wizard, Deekline, SirReal, Laura Steel, Irwin Sparkes, Takura Tendayi, Synikall y Fast Eddie.